# CSP - Innovazione nelle ICT
Il CSP – Innovazione nelle ICT è un organismo di ricerca operante a livello locale, nazionale e internazionale sull'applicazione delle tecnologie dell'informazione e della comunicazione (ICT) ai diversi settori di produzione di beni e servizi. Come organismo di ricerca svolge servizi di ricerca industriale e sviluppo sperimentale ed è un laboratorio di ricerca accreditato presso il Ministero dell'istruzione, dell'università e della ricerca (MIUR); è certificato UNI EN ISO 9001:2000 ed è membro del W3C.
La sua sede è a Torino e i suoi soci sono Regione Piemonte, CSI-Piemonte, Città di Torino, Politecnico di Torino, Università degli Studi di Torino, SISVEL S.p.A., aizoOn Consulting e Iren Energia S.p.A.

## Campi di interesse
La sua missione si articola su tre ambiti:
- Hub intelligente» tra ricerca (Atenei e Centri di ricerca) e mercato (le imprese e le comunità territoriali);
- Centro di ricerca di eccellenza (riconosciuto per la qualità delle competenze e delle attività di ricerca industriale e sviluppo sperimentale a livello regionale, nazionale e internazionale);
- Riferimento per le applicazioni IoT e IoD ovvero l’applicazione dell’Internet delle cose (IoT) in ambito industriale e sociale, in aree urbane e in territori marginali.

I temi di ricerca sono principalmente:
- Infrastrutture e servizi di rete - BroadBand and narrowband networks, Software defined networks, Wireless sensors networks
- Architetture di calcolo - Cloud, Big Data and Analytics
- Architetture e applicazioni software - Computer Vision, Security and digital identity, Human centered applications, Software development
- Architetture e applicazioni Hardware - Embedded and microsystems, 3D Printing

Applicati a sei settori industriali: energia e ambiente, agricoltura di precisione, fabbrica intelligente, multimedia, salute, territorio e società.

## Storia
CSP – Innovazione nelle ICT nasce nel 1988 nelle “cantine” del CSI-Piemonte, grazie al supporto di enti pubblici e Unione industriale, per fornire calcolo parallelo su supercomputer per esigenze scientifiche e come supporto alle imprese piemontesi.
All’epoca Centro Supercalcolo Piemonte, era infatti dotato del supercomputer Cray-2, il primo ad essere interconnesso via IP, una traiettoria di ricerca che permette a CSP di maturare esperienze nell’ambito dell’interconnessione di rete, quando, a metà degli anni ’90 l’informatica distribuita mette in crisi il modello basato su un supercalcolatore.
Nel 1998, conclusa definitivamente l’esperienza legata al supercalcolo, il CSP viene rifondato e la sua missione trasformata in centro di eccellenza per la ricerca, sviluppo e sperimentazione di tecnologie avanzate informatiche e telematiche.
Nel corso degli anni, le attività spaziano quindi verso domini tecnologici diversi: dalle MAN (Metropolitan Area Network) alla prima esperienza italiana di infrastruttura diffusa di rete xDSL, che con Torino 2000 arriva a coinvolgere oltre 70 scuole e più di 500 insegnanti, dando il via a un rapporto, quello con le scuole, che è continuato nel tempo, spaziando dai progetti di alfabetizzazione informatica, all’attenzione ai temi del cyberbullismo, dalla sicurezza informatica al trasferimento tecnologico.
La collaborazione con Università e Politecnico dà il via, dal 2004, ai laboratori congiunti che toccano negli anni temi tecnologici pionieristici, come la TV Digitale del DTTLab, costituito con Telecom Italia e Sun Microsystem, o tematiche trasversali come le comunità della conoscenza in KEIlab, i social media in Smartlab, il V2V e V2I – vehicle to infrastructure communication – in InLab.
L’esperienza dei laboratori si traduce in nuovi filoni di attività come, ad esempio, la ricerca sui sistemi embedded e lo sviluppo di Omega Box, un set-top-box che, integrando la ricezione della televisione digitale terrestre, la televisione satellitare e la navigazione Internet, dimostra con grande anticipo sul mercato, i vantaggi della convergenza al digitale.
Con l’affidamento, nel 2006, della Linea Strategica 6 Scuole, Atenei e Ricerca del Programma pluriennale per lo sviluppo e la diffusione della banda larga RUPAR2, divenuto poi WiPie, si consolidano le competenze sul fronte reti e internetworking e parte la progettazione della dorsale sperimentale a banda larga HPWNet, che diventa la base di connettività wireless per i dimostratori territoriali, primi esempi di Living Lab che CSP realizza dal 2007.
Si tratta di sperimentazioni articolate e multidisciplinari, sia di tecnologie che di modelli d’uso, fondati su una forte partecipazione delle comunità locali alla progettazione e sviluppo delle attività, svolte in prima battuta nell’area vasta di Novara,  valli Orco e Soana, comune di Borgofranco di Ivrea. Un metodo di lavoro, quello dei Living Labs, affermato poi come standard europeo e diventato un modello operativo abituale per CSP.
Nel 2009 Confindustria Piemonte cede la propria quota a SISVEL S.p.a., società di None Torinese, e la Regione Piemonte entra nella compagine sociale con l'approvazione dell'art. 13 della legge 30.
Nel 2011 il CDA del CSP approva il nuovo Statuto che prevede, all'art. 11, l'istituzione del Comitato di Indirizzo, “organo societario con funzioni consultive, al fine di analizzare le iniziative svolte e in corso di svolgimento da parte della società e fornire linee guida e programmatiche per l'attuazione dell'oggetto sociale, attraverso apposite relazioni indirizzate all'assemblea dei soci”.
L'attuale denominazione è CSP-Innovazione nelle ICT. Il carattere delle sue iniziative è sempre no-profit.
Alla progettazione partecipata si aggiunge negli ultimi anni una forte vocazione al trasferimento tecnologico verso le imprese, che con Innovation4business, ha permesso a CSP di incontrare oltre 800 tra PMI e grandi player, a 37 dei quali sono stati trasferiti alcuni dei 60 asset che hanno costituito il catalogo di CSP negli anni. Di questi, 4 prototipi sono diventati prodotti, inseriti nei mercati di riferimento di imprese locali e multinazionali.
Nel 2015 l'Unione Industriale cede la sua quota alla società aizoOn Consulting.

## Cronistoria
- Agli esordi di Internet il sito del CSP, uno dei primi italiani, diventa famoso perché ospita una applicazione aggiornata sul Meteo e il Televideo della RAI.
- Nel 1999 il CSP ha collaborato alla creazione di una rete di 70 scuole collegate tramite ADSL nella città di Torino (Progetto Torino 2000) e nel 2000 gestisce il progetto Dschola[5] per la creazione di una rete di scuole in Piemonte.
- Nel 2004 nasce il primo laboratorio di ricerca sulla TV Digitale Terrestre. CSP lo crea presso la sua sede distaccata di Villa Gualino con Sun Microsystem e Telecom Italia. Il laboratorio prende il nome di DTTlab.
- Nel 2003 il laboratorio INLAB (CSP + Politecnico di Torino) effettua le prime prove di valutazione sulle tecnologie emergenti di Voice Over IP (VoIP).
- Nel 2003/4 viene sperimentato presso il Museo Nazionale del Cinema il sistema MultiMuseo realizzato insieme in collaborazione con HP Italia e Telecom Italia. Il sistema prevede una guida multicanale wireless Wi-Fi, un sito web interattivo e un canale ad hoc per reti a larga banda.
- Nel 2005 (poi ripetuta nel 2006), nel laboratorio M3Lab, viene realizzata la prima indagine italiana sull'accessibilità dei siti web degli enti locali (rispetto alla Legge Stanca).
- Nel 2006 nasce l'Omega Box, il primo prototipo di Media center hardware e software italiano basato sulla filosofia open source.
- Nel 2008 avvia il progetto Innovation4Business il programma regionale di trasferimento tecnologico per le imprese, che prevede la possibilità per le aziende di accedere gratuitamente e senza oneri ad un catalogo di asset tecnologici (prototipi software ed embedded) riusabili e trasformabili in nuovi prodotti e servizi.
- Dal 2005 al 2011 CSP ha partecipato a 13 progetti europei in 23 diversi Paesi con oltre 70 partner. CSP è membro fondatore di EICI Group insieme ad altre 12 imprese europee che operano nel campo della creatività digitale.
- Nel 2010 parte il progetto Astronomia in rete per la divulgazione scientifica[6]
- Nel 2010 CSP è partner con Quartarete TV e SISVEL S.p.A della sperimentazione per trasmettere in chiaro programmi per la TV stereoscopica retrocompatibili che utilizza il tile format.[7]
- Al 2011 i laboratori attivi di CSP con gli Atenei sono 5: DTVlab (Digital Television Laboratory), INlab (Integrated Networks Laboratory), W3lab (World Wide Web Laboratory), Emsyslab (Embedded Systems Laboratory), Laboratorio ICT della Regione Piemonte.